# イーディス・マーガリート・シャンド
イーディス・マーガリート・シャンド（Edith Marguerite Shand、1893年6月14日 - 1981年1月3日）は、イギリスの人物。旧姓はハリントン（Harrington）。イギリス国王チャールズ3世の妃カミラの祖母である。